# تارسکویه
تارسکویه (به لاتین: Tarskoye) یک منطقهٔ مسکونی در روسیه است که در اوستیای شمالی-آلانیا واقع شده‌است.